# Siroplacodium longisporum
Siroplacodium longisporum är en svampart som beskrevs av Petr. 1958. Siroplacodium longisporum ingår i släktet Siroplacodium, divisionen sporsäcksvampar och riket svampar.   Inga underarter finns listade i Catalogue of Life.